# Dion Gallapeni
Dion Gallapeni (Suva Reka, 22 de diciembre de 2004) es un futbolista kosovar que juega en la demarcación de delantero para el Widzew Łódź de la Ekstraklasa.

## Selección nacional
Tras jugar en las categorías inferiores de la selección, finalmente hizo su debut con la selección de Kosovo el 23 de marzo de 2025 en un encuentro de la Liga de Naciones de la UEFA 2024-25 contra Islandia que finalizó con un resultado de 1-3 a favor del combinado kosovar tras un gol de Orri Óskarsson para Islandia, y un triplete de Vedat Muriqi para Kosovo.

## Clubes
| Club         | País    | Año       | Partidos | Goles |
| ------------ | ------- | --------- | -------- | ----- |
| FC Prishtina | Kosovo  | 2023-2025 | 47       | 4     |
| Widzew Łódź  | Polonia | 2025-     |          |       |

## Palmarés

### Títulos nacionales
| Título              | Club         | Sede   | Año  |
| ------------------- | ------------ | ------ | ---- |
| Copa de Kosovo      | FC Prishtina | Kosovo | 2023 |
| Supercopa de Kosovo | FC Prishtina | Kosovo | 2023 |
| Copa de Kosovo      | FC Prishtina | Kosovo | 2025 |